# Сімоносекський договір
Сімоносекський договір (яп. 下関条約 — сімоносекі дзьояку, «сімоносекський договір»; кит.: 馬關條約 — «договір Магуан») — мирна угода між Японською імперією і китайською імперією Цін, яка була підписана 17 квітня 1895 року у місті Сімоносекі префектури Ямаґуті, в Японії, у результаті поразки Китаю у японсько-китайській війні 1894—1895.

## Учасники переговорів
Переговори проходили з 20 березня по 17 квітня 1895 року за участі колишнього американського державного секретаря Джона Фостера, який виконував функції радника Цінської династії. Документ підписали граф Іто Хіробумі та віконт Муцу Мунеміцу з японської сторони, й Чі Хунчан і Чі Чінфон з китайської сторони. 24 березня на Чі Хунчана був зроблений напад японським екстремістом, який поранив його в спину. Замах на життя китайського дипломата викликало бурю протестів, які змусили японців трохи знизити вимоги й погодитися на тимчасове припинення вогню. Мирні переговори довелося тимчасово призупинити. Відновилися вони лише 10 квітня.

## Умови договору
1. За договором Китай визнавав самостійність Кореї, яка до цього була його васальною державою. Це створювало сприятливі можливості для японської експансії до Корейського півострова.
2. Китай передавав Японії острів Тайвань, острови Пенхуледао і Ляодунський півострів.
3. Китай сплачував контрибуцію в 200 мільйонів лян.
4. Китай відкривав ряд портів для вільної торгівлі, надавав японцям право будувати промислові підприємства на своїй території й ввозити промислове устаткування.

Останній пункт, у силу принципу найбільшого сприяння, який був включений у договори Китаю з іншими державами, відкривав широкі можливості для економічного проникнення японського капіталу в Китай.

## Наслідки
Умови нав'язані Китаю, призвели до так званої «потрійної інтервенції» Росії, Німеччини і Франції — держав, які до того часу вже зав'язали відносини з династією Цін. Тому вони сприйняли підписаний договір як загрозу власним інтересам. 23 квітня 1895 Росія, Німеччина і Франція звернулися до японського уряду з вимогою відмови від анексії Ляодунського півострова, яка могла б привести до встановлення японського контролю над Порт-Артуром, який Микола ІІ, підтримуваний західними союзниками, планував перетворити на базу російського флоту та незамерзаючий порт для Росії.
Японія, знекровлена війною, була змушена поступитися територією Ляодуна в листопаді 1895, одержавши від Китаю додаткову контрибуцію у 30 мільйонів лян. Проте ця змушена поступка була сприйнята в Японії як приниження.
У 1898 ослаблений Китай погодився передати Порт-Артур Росії в концесію на 25 років, а також надав Росії права на будівництво залізниці. Ця угода зіштовхнула інтереси та сфери впливу Росії і Японії. Для того, щоб мати доступ до укріпленого району Порт-Артура, Росії необхідно було контролювати всю Східну Маньчжурію, аж до Харбіна — землі, які безпосередньо виходили на Корею, зону японських інтересів. Поступка Японії західним країнам була різко негативно сприйнята японським суспільством, і стали причиною розгортання російсько-японської війні 1904—1905.